# أعظم خان هوتي
أعظم خان هوتي (27 أبريل 1946 في ماردان، خيبر باختونخوا – 15 أبريل 2015)  هو سياسي باكستاني من كبار قادة حزب عوامي الوطني حتى عام 2013. وهو والد أمير حيدر خان هوتي رئيس الوزراء الخامس والعشرين لخيبر باختونخوا.
تخرج هوتي من كلية ناوشيرا وانضم إلى الجيش الباكستاني عام 1967.